# Emerik Beran
Emerik Beran [émerik berán], češko-slovenski skladatelj, violončelist in pedagog, * 17. oktober 1868, Brno, † 10. marec 1940, Ljubljana.

## Življenje in delo
Beran je glasbo študiral v Brnu, leta 1892 pa je opravil državni izpit na Dunaju. Med letoma 1890 in 1898 je poučeval glasbo na konzervatoriju v Brnu. Kot narodno usmerjeni Čeh konec 19. stoletja, v obdobju, zaznamovanem z nacionalističnimi spopadi, ni mogel dobiti redne zaposlitve v nobeni nemški glasbeni ustanovi na Češkem, Čehi pa so mu zamerili, da je opravil državni izpit na Dunaju in ne v Pragi.
Od leta 1898 do 1926 je poučeval glasbo na učiteljski šoli Glasbene matice v Mariboru. Eden od njegovih učencev je bil Slavko Osterc. Beran se je zelo posvetil Osterčevi glasbeni poti in ga spodbujal k samostojnemu komponiranju. Od 1928 do 1936 je bil Beran profesor violončela na konzervatoriju v Ljubljani, kjer je vzgojil mnogo slovenskih violončelistov. Njegova skladateljska dela sledijo romantični smeri. Bil je sodelavec glasbenega časopisa Novi akordi.
Bil je študent in tudi dober prijatelj skladatelja Leoša Janáčka, njuno pisno koresponednco pa delno hranijo v knjižnici Univerze v Mariboru.
Njegov sin Jaromir je bil priznani pravnik, pravni zgodovinar in knjižničar.
Beranovo življenje je raziskoval muzikolog Jernej Weiss, ki je o skladatelju pisal v Muzikološkem zborniku leta 2005 in 2006, v NSBL leta 2017 ter leta 2008 o njem izdal monografijo.

## Opus
- Žalobna simfonija, za simfonični orkester
- 3 Legende za simfonični orkester
- Idila, za simfonični orkester
- Dumka, za simfonični orkester
- Scherzo, za simfonični orkester
- 2 godalna kvarteta
- opera Meluzina
- 3 slovenske maše

...